# یامانا سوزن
یامانا سوزن (به ژاپنی: 山名 宗全 Yamana Sōzen)
(۱۴۰۴–۱۴۷۳) نام قبلی او قبل از راهب شدن یامانا موچی‌تویو (به ژاپنی: 山名 持豊 Yamana Mochitoyo) بود. با توجه به رنگ چهرهٔ قرمز او، به نام راهب قرمز یا آکا-نیودا نیز شهرت دارد، یک دایمیو (امیر) بود که در طی شورش اونین علیه هوسوکاوا کاتسوموتو در کیوتو جنگید.
خاندان یامانا در طول سال‌ها شکست‌های زیادی را دیده بود، در حالی که خاندان هوسوکاوا یکی از سه خانواده ای بود که موقعیت کانری، معاون شوگون را کنترل می‌کرد؛ بنابراین، یامانا سوزن از ثروت و قدرتی که دامادش، هوسوکاوا کاتسوموتو از آن برخوردار بود، ناراحت بود. یامانا که تمایلی به درگیر کردن او در جنگ آشکار تا زمانی که از قدرت خود مطمئن نشده بود، تصمیم گرفت در تعدادی از اختلافات جانشینی و سایر امور سیاسی مداخله کند و نقشه‌ها و خواسته‌های هوسوکاوا را خنثی کند و به آرامی برای خود متحدانی به دست آورد.
در سال ۱۴۶۴، اختلافات جانشینی بر سر خود شوگونات درگرفت. شوگون، آشیکاگا یوشی‌ماسا، در فکر بازنشستگی بود. هوسوکاوا از برادر شوگون، آشیکاگا یوشیمی به عنوان جانشین حمایت کرد. هینو تومیکو، که مادر آشیکاگا یوشی‌هیسا بود، با تصمیم شوهرش مبنی بر دادن عنوان شوگون به یوشیمی مخالف بود، بنابراین او به دنبال حمایت نظامی برای تضمین جانشینی پسرش یوشی‌هیسا بود. یامانا تصمیم گرفت از یوشیهیسا، پسر شیرخوار شوگون حمایت کند.
در سال ۱۴۶۶، هر دو طرف چندین سال را صرف جمع‌آوری نیرو کردند، یامانا و هوسوکاوا هر دو احساس کردند که آماده درگیر شدن با یکدیگر هستند و درگیری‌ها شروع شد.